# Jack Gregory
Pour les articles homonymes, voir John Gregory.
John Arthur Gregory dit Jack Gregory, né le 22 juin 1923 à Sea Mills, un quartier de Bristol, et mort le 15 décembre 2003 à Bristol, est un sportif britannique. Il est un athlète spécialiste du 100 mètres, disputant notamment les Jeux olympiques d'été de 1948 et de 1952. Mais il effectue également une carrière au rugby à XV où il connaît une sélection avec l'équipe d'Angleterre et au rugby à XIII.

## Carrière
En rugby à XV, il joue au début avec le club de Bristol Rugby puis change de code pour le rugby à XIII et les Huddersfield Giants. Il est alors banni par la Rugby Football Union. Il est réintégré en avril 1948 et rejoint le club du Blackheath RC sous les couleurs duquel, il connaît son unique sélection en équipe d'Angleterre le 15 janvier 1949 contre le pays de Galles dans le cadre du tournoi des cinq nations. Il connaît également deux sélections avec les Barbarians en 1952 et 1953, marquant un essai lors de la première.

## Palmarès
| Date | Compétition           | Lieu      | Résultat | Performance |
| ---- | --------------------- | --------- | -------- | ----------- |
| 1948 | Jeux olympiques d'été | Londres   | 2e       | 41 s 3      |
| 1950 | Championnats d'Europe | Bruxelles | 4e       | 41 s 9      |
| 1952 | Jeux olympiques d'été | Helsinki  | 4e       | 40 s 6      |

## Records
| Épreuve   | Performance | Lieu | Date |
| --------- | ----------- | ---- | ---- |
| 100 yards | 9 s 8       |      | 1950 |